# 라고스 대학교
라고스 대학교(영어: University of Lagos, UNILAG)는 나이지리아 라고스에 위치한 공립 대학으로 1962년에 설립되었다. UNILAG는 나이지리아의 1세대 대학교 중 하나이며 주요 교육 출판물에서 최고의 대학 중 하나이다. 이 대학은 현재 라고스 본토에 3개의 캠퍼스가 있다. 두 개의 캠퍼스가 야바(아코카에 있는 메인 캠퍼스와 이전의 방사선 촬영 학교에 최근에 만들어진 캠퍼스)에 있는 반면, 의과 대학은 수룰레레의 이디아라바에 있다. 메인 캠퍼스는 대부분 라고스 석호로 둘러싸여 있으며 802에이커의 땅을 가지고 있다. 라고스 대학교는 현재 매년 9,000명 이상의 학부생들을 입학시키고 있으며, 57,000명 이상의 학생들을 입학시키고 있다.
2016년부터 2020년 사이에 대학의 업무를 조사하기 위해 만들어진 방문 위원회는 고위 관리들로부터 금융 남용 사례를 발견하고 대학이 시중 은행들과 거래를 중단하도록 명령했다. 2022년 10월 7일, 폴라사데 오군솔라는 라고스 대학교의 부총장으로 임명되었고, 이는 그녀가 라고스 대학교에서 그러한 높이에 도달한 첫 여성이 되게 했다.

## 역사
UNILAG는 나이지리아가 영국으로부터 독립한 지 2년 후인 1962년에 설립되었다. 이 대학은 현재 "1세대 대학교"로 알려진 최초의 5개 대학 중 하나였다. 1962년 에니 은조쿠가 초대 흑인 부총장으로 임명되었고, 1965년 사부리 비오바쿠가 그 자리를 대신할 때까지 재임했다. 그러나 그의 임명을 둘러싼 논란으로 인해 사부리는 비오바쿠의 임명이 불공평하고 인종적으로 동기부여가 되었다고 믿는 학생 급진주의자 카요데 애덤스에 의해 칼에 찔렸다.
2012년 5월 29일, 나이지리아의 대통령 굿럭 조너선은 1998년 정치범으로 감옥에서 사망한 모스후드 아비올라를 기리기 위해 라고스 대학교의 이름을 모스후드 아비올라 대학교로 바꾸자고 제안했다. 개명안은 학생들과 동문들의 항의의 대상이 되었다. 나이지리아 정부가 제안된 이름 변경에 의해 선동된 시위에 굴복함에 따라 제안은 결과적으로 포기되었다.
현재 부총재는 폴라사데 오군솔라이며, 2022년 10월 7일 임명되어 11월 12일 취임하였다.
대학이 부인한 대학의 몇몇 강사들에 대한 성적인 위법 행위에 대한 보고가 있었다. 2019년 BBC는 "여성 기자들이 비밀 카메라를 착용한 채 내내 기관의 고위 강사들에게 성희롱과 제안, 압박을 받았다"고 보도했다. 유튜브에 올라온 성추행 피해자들의 수사 다큐멘터리가 제작됐다.

## 학문 및 연구
그 대학은 입학 사정에 있어서 그 나라에서 가장 경쟁력 있는 대학 중 하나로 남아 있다. 2013년 기준으로 약 57,000명의 학생이 재학 중인 라고스 대학교는 전국에서 가장 많은 학생 수를 보유하고 있다. 라고스 대학교는 국립 대학교 위원회(NUC)의 감독을 받는 25개의 연방 대학교 중 하나이다.
《포브스》의 최근 출판물은 나이지리아 학생들을 위한 "스타트업 강국" 대학으로 라고스 대학교를 태그하면서 케이프타운 대학교와 마케레레 대학교에 이어 아프리카에서 기업가정신을 위한 세 번째로 좋은 대학교로 순위를 매겼다.
이 대학은 "최선의 대학이자 국가의 자랑"으로 불려왔다. 이 대학의 연구 활동은 국립대학위원회(NUC)가 2008년 나이지리아 대학 시스템 연례 공로상(NUSAMA)에서 나이지리아 최고의 대학으로 평가할 때 사용한 주요 기준 중 하나였다.
라고스 대학교 의과대학은 라고스 대학교 교수 병원(LUTH)과 연계되어 있다. 2020년 6월 29일, 대학은 플랫폼 캐피털로부터 로봇 CRZR을 코로나19 범유행 방지를 위한 기부금으로 받았다.